# Anthia
Anthia is een geslacht van kevers uit de familie van de loopkevers (Carabidae). De wetenschappelijke naam van het geslacht is voor het eerst geldig gepubliceerd in 1801 door Friedrich Weber.

## Soorten
Het geslacht Anthia omvat de volgende soorten:
- Anthia aemiliana Dohrn, 1881
- Anthia aequilatera Klug, 1853
- Anthia alternata Bates, 1878
- Anthia andersoni Chaudoir, 1861
- Anthia artemis Gerstaecker, 1884
- Anthia babaulti Benard, 1921
- Anthia biguttata Bonelli, 1813
- Anthia binotata Perroud, 1846
- Anthia brevivittata Obst, 1901
- Anthia bucolica Kolbe, 1894
- Anthia burchelli Hope, 1832
- Anthia calida Harold, 1878
- Anthia calva Sternberg, 1907
- Anthia capillata Obst, 1901
- Anthia cavernosa Gerstaecker, 1866
- Anthia cephalotes Guerin-Meneville, 1845
- Anthia cinctipennis Lequien, 1832
- Anthia circumscripta Klug, 1853
- Anthia costata Gory, 1836
- Anthia csikii Obst, 1906
- Anthia decemguttata (Linnaeus, 1764)
- Anthia discedens Sternberg, 1907
- Anthia duodecimguttata Bonelli, 1813
- Anthia ferox J.Thomson, 1859
- Anthia fornasinii Bertoloni, 1845
- Anthia galla J.Thomson, 1859
- Anthia hedenborgi Boheman, 1848
- Anthia hexasticta Gerstaeker, 1866
- Anthia ida Kolbe, 1894
- Anthia lefebvrei Guerin-Meneville, 1849
- Anthia limbata Dejean, 1831
- Anthia lunae J.Thomson, 1859
- Anthia machadoi (Basilewsky, 1955)
- Anthia mannerheimi Chaudoir, 1842
- Anthia massilicata Guerin-Meneville, 1845
- Anthia maxillosa (Fabricius, 1793)
- Anthia mima Peringuey, 1896
- Anthia mirabilis Sternberg, 1906
- Anthia namaqua Peringuey, 1896
- Anthia nimrod (Fabricius, 1793)
- Anthia oberthuri Obst, 1906
- Anthia omoplata Lequien, 1832
- Anthia orientalis (Hope, 1838)
- Anthia ovampoa Peringuey, 1896
- Anthia praesignis Bates, 1888
- Anthia principalis Sternberg, 1907
- Anthia promontorii Peringuey, 1899
- Anthia pulcherrima H. W. Bates, 1888
- Anthia revoili Lucas, 1881
- Anthia sexguttata (Fabricius, 1775)
- Anthia sexmaculata (Fabricius, 1787)
- Anthia sulcata (Fabricius, 1793)
- Anthia tatumana White, 1846
- Anthia thoracica (Thunberg, 1784)
- Anthia venator (Fabricius, 1792)